# Sporting Clube de Nandufe
Sediado em Nandufe, o Sporting Clube de Nandufe  é um dos clubes mais antigos do Município de Tondela, mas também um dos primeiros do distrito a inscrever o seu nome na Associação de Futebol de Viseu.
Fundado em 1925, celebrou no passado ano de 2000 a suas bodas de diamante. Teve ao longo de todo este tempo diversas actividades, mas os seus feitos mais significativos estão ligados ao futebol.

## Classificações
| Época | I | II | III | IV | V | VI | Pts    | J  | V  | E | D  | GM | GS | +/- | TP |
| 2004-2005 |   |    |     |    |   | 10 | 26 pts | 26 | 7  | 5 | 14 | 38 | 60 | -22 | -  |
| 1986-1987 |   |    |     |    |   | 13 | 25 pts | 29 | 11 | 3 | 15 | 42 | 66 | -24 | -  |
| I - 1.ª Divisão; II - 2.ª Divisão; III - 3.ª Divisão; IV - 4.ª Divisão; V - 5.ª Divisão; VI - 6.ª Divisão; Pts - Pontos; J - Jogos; V - Vitórias; E - Empates; D - Derrotas; GM - Golos Marcados; GS - Golos Sofridos; +/- - Diferença de Golos; TP - Taça de Portugal |   |    |     |    |   |    |        |    |    |   |    |    |    |     |    |

|  |                                    |
|  | Qualificação à divisão superior    |
|  | Desqualificação à divisão inferior |